# Helga Karlsson
Helga Karlsson, född den 4 maj 1986, är en svensk innebandyspelare som spelar center i Djurgårdens IF. Hon var med i det svenska landslag som vann VM-guld vid innebandy-VM 2009.

## Klubbar i karriären
- IF Brommapojkarna
- Järfälla IBK
- IBF Falun
- Balrog B/S IK